# Kruševica (Bar)
Pour les articles homonymes, voir Kruševica.
Kruševica (en serbe cyrillique: Крушевица) est un village du sud du Monténégro, dans la municipalité de Bar.

## Démographie

### Évolution historique de la population
| 1948 | 1953 | 1961 | 1971 | 1981 | 1991 | 2003 |
| ---- | ---- | ---- | ---- | ---- | ---- | ---- |
| 69   | 65   | 35   | 23   | 18   | 6    | 1    |